# Jerca Vodušek Starič
Jerca Vodušek Starič (1950.) slovenska je povjesničarka.
Povijest je diplomirala na Filozofskom fakultetu Sveučilišta u Ljubljani, magistrirala (1979.) i doktorirala (1991.).
Istražuje slovensku i europsku povijest.
Prije svega je poznavatelj komunističkog preuzimanja vlasti u SFR Jugoslaviji nakon Drugog svjetskog rata. Na Mariborskom fakultetu je profesorica moderne povijesti. U godinama 2005. – 2008. je bila direktorica Instituta za suvremenu povijest u Ljubljani.

## Djela
- Jerca Vodušek Starič, Začetki samoupravljanja v Sloveniji : 1949-1953. Maribor, 1983.
- Jerca Vodušek Starič, Prevzem oblasti 1944-1946. Ljubljana, 1992. ISBN 86-361-0805-5
- Jerca Vodušek Starič, "Dosje" Mačkovšek. Ljubljana, 1994. ISBN 961-6143-00-X
- Jerca Vodušek Starič, Slovenski špijoni in SOE : 1938-1942. Ljubljana, 2002. ISBN 961-236-341-2
- Jerca Vodušek Starič, Kako su komunisti osvojili vlast: 1944. – 1946. Zagreb, 2006. ISBN 953-6308-64-9